# Kensington Gardens (del av en befolkad plats i Australien)
Kensington Gardens är en del av en befolkad plats i Australien. Den ligger i kommunen Burnside och delstaten South Australia, nära delstatshuvudstaden Adelaide.
Runt Kensington Gardens är det ganska tätbefolkat, med 58 invånare per kvadratkilometer.. Närmaste större samhälle är Adelaide, nära Kensington Gardens. 
I omgivningarna runt Kensington Gardens växer i huvudsak blandskog. Genomsnittlig årsnederbörd är 593 millimeter. Den regnigaste månaden är juli, med i genomsnitt 95 mm nederbörd, och den torraste är december, med 13 mm nederbörd.